# Xanthorhoe assignaria
Xanthorhoe assignaria är en fjärilsart som beskrevs av Nitsche 1924. Xanthorhoe assignaria ingår i släktet Xanthorhoe och familjen mätare. Inga underarter finns listade i Catalogue of Life.